# Slokovec
Slokovec is een plaats in de gemeente Ludbreg in de Kroatische provincie Varaždin. De plaats telt 295 inwoners (2001).